# John Bonnycastle
John Bonnycastle (baptisé le 29 janvier 1751 à Hardwick ou Whitchurch, Angleterre et décédé le 15 mai 1821 à Woolwich, Angleterre) est un enseignant de mathématiques et écrivain britannique connu pour ses manuels d'enseignement.

## Vie
John Bonnycastle est né dans le Buckinghamshire vers 1750. Ses origines familiales et sa jeunesse ne sont pas connues avant qu'il créée une école à Londres. Il devient le professeur de deux fils du comte de Pontefract à Easton dans le Northumberland.
Entre 1782 et 1785, il est professeur de mathématiques à l'Académie royale militaire de Woolwich, où il demeure jusqu'à son décès le 15 mai 1821.
C'est un écrivain prolifique et écrit les premiers tomes de Rees's Cyclopædia qui traite d'algèbre, d'analyse et d'astronomie.
Son manuel d'astronomie Introduction to Astronomy in Letters to his Pupil, publiée pour la première fois en 1786, a été publié de nouveau en 1788, 1811 et 1822 et a publié les théories et les découvertes de William Herschel. Ce livre a été la source d'informations sur l'astronomie de nombreux poètes de l'époque, tels que Keats ou Byron.

## Famille
À l'âge de 19 ans, il épouse une certaine Miss Rolt, mais elle meurt jeune. Le 7 octobre 1786, il épouse Brigette Newell avec qui il a six enfants Charlotte, William, Mary, Richard, Humphrey et Charles.
Son fils Richard Henry Bonnycastle (en) s'installe au Canada, où sa famille devient connu à Winnipeg et Calgary.
Son autre fils, Charles Bonnycastle (1796-1840) devient professeur de mathématiques de à l'Université de Virginie.
Un de ses descendants Richard H. G. Bonnycastle (en) sera le fondateur de la collection Harlequin.

## Œuvres

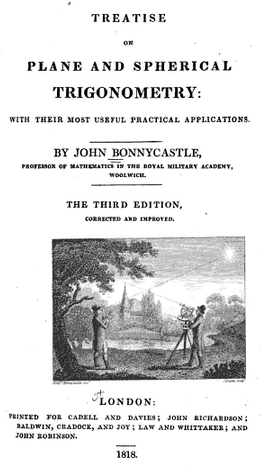
Trigonométrie plane et sphérique de 1806

- (en)The Scholar's guide to Arithmetic, 1780
- (en)Introduction to Algebra, 1782
- (en)Introduction to Astronomy, 1786 (7th edition 1816)
- (en)Euclid's 'Elements'  with notes, 1789
- (en)A Treatise on Plane and Spherical Geometry, 1806
- (en)A Treatise of Algebra, 1813[1]

## Sources
- (en)  Thomas Whittaker, « Bonnycastle, John », dans Leslie Stephen, Dictionary of National Biography, vol. 5, Londres, Smith, Elder & Co, 1886.
- Gentleman's Magazine, 1821, i, 472, 482
- (en) John J. O'Connor et Edmund F. Robertson, « John Bonnycastle », sur MacTutor, université de St Andrews.